# زينب سيفر
زينب كوبرا سيفر ديميريل (بالتركية: Zeynep Sever)‏ ولد في 9 يوليو 1989 في إسطنبول، تركيا) عارضة أزياء بلجيكية من أصل تركية وحاملة لقب ملكة جمال سابقق بعدما توجت ملكة جمال بلجيكا 2009 ، وممثلت بلجيكا في مسابقة ملكة جمال الكون 2009 , وحلت من ضمن أفضل 15 متنافسة.

## روابط خارجية
- زينب سيفر على إنستغرام

| سبقه أليزيه بوليسيك | ملكة جمال بلجيكا 2009 | تبعه سيلو أنيس |